# Ferestadeh
Pour plus de détails, voir Fiche technique et Distribution.
Ferestadeh est un film américain réalisé par Parviz Sayyad, sorti en 1983.

## Synopsis
Un Iranien est envoyé aux États-Unis pour tuer un officiel, M. Tabataie, qui travaillait pour le Shah.

## Fiche technique
- Titre : Ferestadeh
- Réalisation : Parviz Sayyad
- Scénario : Hesam Kowsar et Parviz Sayyad
- Photographie : Reza Aria
- Montage : Parviz Sayyad
- Production : Reza Aria et Parviz Sayyad
- Société de production : Aria et N.Y. Film Group
- Société de distribution : New Line Cinema (États-Unis)
- Pays de production :  États-Unis et  Allemagne de l'Ouest
- Genre : Drame
- Durée : 103 minutes
- Dates de sortie : 
  - États-Unis : 2 mai 1984
  - Allemagne de l'Ouest : février 1983 (Berlinale)

## Distribution
- Parviz Sayyad : le colonel
- Mary Apick : Maliheh
- Kamran Nozad : Ghaffar
- Houshang Touzie : un agent de Téhéran
- Saeed Rajai : un agent de Téhéran
- Mohammad Ghaffari : Son Éminence
- Hatam Anvar : Maziar
- Hedia Anvar : Farzaneh

## Distinctions
Le film a été présenté en sélection officielle en compétition lors de Berlinale 1983.